# Orthrosanthus

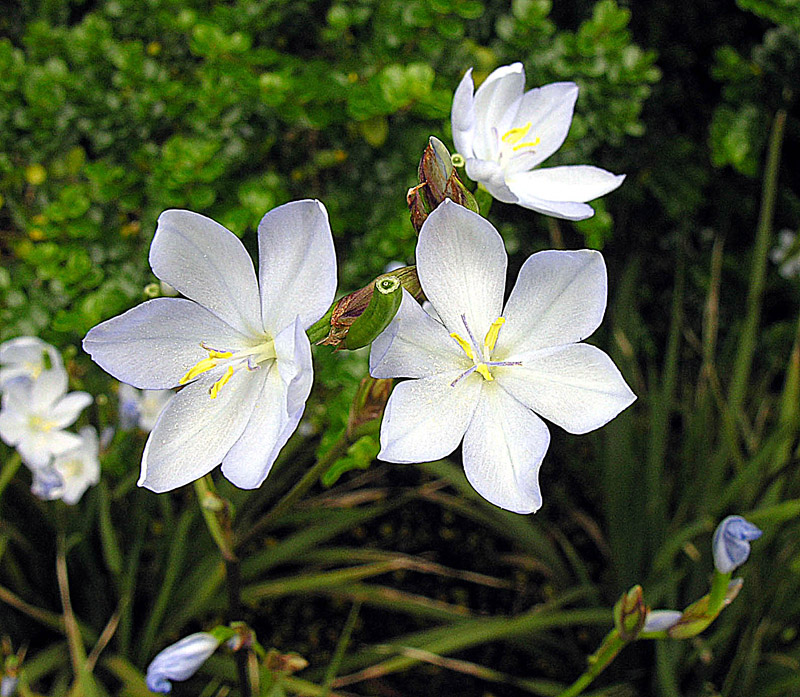
Orthosanthus chimboracensis

Orthrosanthus – rodzaj roślin należący do rodziny kosaćcowatych (Iridaceae). Obejmuje 9 gatunków. Cztery z tych gatunków występują w Australii, a reszta w Ameryce Południowej i Środkowej, sięgając na północy do środkowego Meksyku.

## Systematyka
Rodzaj z plemienia Sisyrinchieae, z podrodziny Iridoideae z rodziny kosaćcowatych (Iridaceae).
Wykaz gatunków
- Orthrosanthus acorifolius (Kunth) Ravenna
- Orthrosanthus chimboracens is (Kunth) Baker
- Orthrosanthus exsertus (R.C.Foster) Ravenna
- Orthrosanthus laxus (Endl.) Benth.
- Orthrosanthus monadelphus Ravenna
- Orthrosanthus muelleri Benth.
- Orthrosanthus multiflorus Sweet
- Orthrosanthus occissapungu s (Ruiz ex Klatt) Diels
- Orthrosanthus polystachyus  Benth.